# Віцепрезидент Перу
У Перу є два віцепрезиденти, які обираються разом із президентом на демократичних виборах. Їхня єдина місія — замінити президента у разі смерті, постійної чи тимчасової непрацездатності, відставки, перебування за кордоном без дозволу Конгресу, неповернення з-за кордону у визначений час та/або звільнення з посади, як це дозволено Конституцією.

## Конституційні положення
Віцепрезидент Перу є другою особою в Республіці Перу. Віцепрезидент Перу обирається разом із Президентом Перу на виборах. Особливістю виконавчої влади Республіки Перу полягає у тому, що обирається два віцепрезиденти в тому самому порядку, що й сам президент. Віцепрезидент Перу обирається на п'ять років, особа не може бути віцепрезидентом Перу більш ніж дві каденції підряд.
Повноваження віцепрезидент припиняються у випадках передбачених Конституцією Республіки Перу. Особа припиняє виконання обов'язків у таких випадках: смерть, фізична чи моральна нездатність, відставка, виїзд з національної території без дозволу Конгресу Республіки Перу, імпічменту.
У випадку нездатності Президентом Перу виконувати свої обов'язки на його місце приходить перший віцепрезидент Перу, який має виконувати обов'язки глави держави. Якщо перший віцепрезидент не здатний виконувати обов'язки Президента Перу з деяких причин, то його повноваження бере на себе другий віцепрезидент.
Щоб балотуватись на посаду віцепрезидента Перу, потрібно задовольняти низку конституційних вимог: бути перуанцем за народженням, мати право голосу на виборах і бути старшим 35 років.

## Перші віцепрезиденти Перу
1. Мартін Віскарра (28 липня 2016 — 23 березня 2018);
2. Мерседес Араос (28 липня 2016 — 7 травня 2020);
3. Діна Болуарте (28 липня 2021  — 7 грудня 2022);
4. Посада вакантна (з 7 грудня 2022).

| Прапор Перу | Це незавершена стаття про Перу. Ви можете допомогти проєкту, виправивши або дописавши її. |